# 강구버스터미널
강구버스터미널은 경상북도 영덕군 강구면 동해대로 4497 (오포리 557-5번지)에 있는 대한민국의 시외버스 터미널이다.

## 운행 노선

### 시외버스
| 수도권 방면 | .</ref>, 서수원, 수원, 안산, 오산, 인천 | 충청권 방면 청주시외버스터미널1일4회(1)코로나19로 운행중단 | 강원권 방면 | 강릉, 근덕, 낙산, 동해, 물치, 삼척, 속초, 손양, 양양, 인구, 임원, 장호, 주문진, 하조대, 호산 |
| 영남권 방면 | 경주, 구산, 기성, 나루끝, 동대구, 도곡, 매화, 병곡, 부구, 부산, 사동, 송라, 신안, 신촌, 안동, 영덕, 영해, 온정, 용상, 울산, 울진, 원전, 월송, 임동, 장사, 죽변, 진보, 청하, 평해, 포항, 후포, 흥해 |                                                            |             |                                                                                              |